# Oscar Charleston
Oscar McKinley Charleston, né le 14 octobre 1896 à Indianapolis (Indiana) et mort le 5 octobre 1954 à Philadelphie (Pennsylvanie), est un joueur américain de baseball évoluant en Negro Leagues de 1915 à 1941. Élu au Temple de la renommée du baseball en 1976, il est considéré comme l'un des plus grands joueurs de l'histoire. Dans son Historical Baseball Abstract, Bill James le classe ainsi au quatrième rang des meilleurs joueurs de l'histoire, derrière Babe Ruth, Honus Wagner et Willie Mays et devant Ty Cobb, Mickey Mantle et Ted Williams. Le Sporting News ne le classe qu'au 67e rang.

## Carrière
Natif d'Indianapolis (Indiana), Oscar Charleston y passe sa jeunesse avec son frère qui deviendra boxeur professionnel. Oscar s'engage dans l'armée à l'âge de quinze ans et sert dans le 24e régiment d'infanterie basé aux Philippines. Il est le meilleur de joueur de l'équipe de baseball de son régiment. Libéré de ses obligations militaires, il retourne à Indianapolis et signe en Negro Leagues chez les Indianapolis ABCs.
Il s'affirme rapidement comme un excellent joueur. En 1921, Charleston affiche ainsi une moyenne au bâton de 0,434 sur une saison de 60 matchs, et mène les Negro Leagues cette saison-là en matière de doubles, de triples, de coups de circuit et de bases volées. En 1925, il mène sa Ligue avec une moyenne au bâton de 0,445. En carrière, sa moyenne au bâton s'établit à 0,348.
Entre 1915 et 1936, Charleston prend part 53 matchs d'exhibition face à des sélections de joueurs blancs de Ligue majeure. Au cours de ces parties, il enregistre une moyenne au bâton de 0,318 pout onze coups de circuit. 
Il connaît trois sélections au Match des étoiles des Negro Leagues en 1933, 1934 et 1935, les trois premiers du genre. Charleston joue à cette période pour les Pittsburgh Crawfords avec lesquels il remporte trois titres de la Negro National League (1933, 1935 et 1936). Il est manager-joueur dès 1932 chez les Crawfords. Il un terme à sa carrière de joueur en 1941 puis quitte le jeu en 1948.
Il travaille ensuite un temps pour les chemins de fer de Pennsylvanie, puis revient au jeu en devenant recruteur pour les Dodgers de Brooklyn, puis devient manager des Indianapolis Clowns en 1954. Il les mène au titre en Negro American League. Oscar Charleston meurt d'un accident vasculaire cérébral quelques jours après le gain du titre. Charleston repose au Floral Park Cemetery à Indianapolis.  
Nombre de témoignages rapportent qu'Oscar Charleston était le meilleur joueur de son temps. John McGraw considérait ainsi qu'il était le meilleur joueur qu'il ait vu jouer. Pour Grantland Rice, « il est impossible pour quiconque d'être meilleur que Charleston » .